# Minjan
Minjan (hebräisch מנין) ist im Judentum das Quorum von zehn oder mehr im religiösen Sinne mündigen Juden, das nötig ist, um einen vollständigen jüdischen Gottesdienst abzuhalten. Dieser findet im Regelfall in einer Synagoge statt. Im orthodoxen Judentum sind stets zehn männliche Beter gefordert.

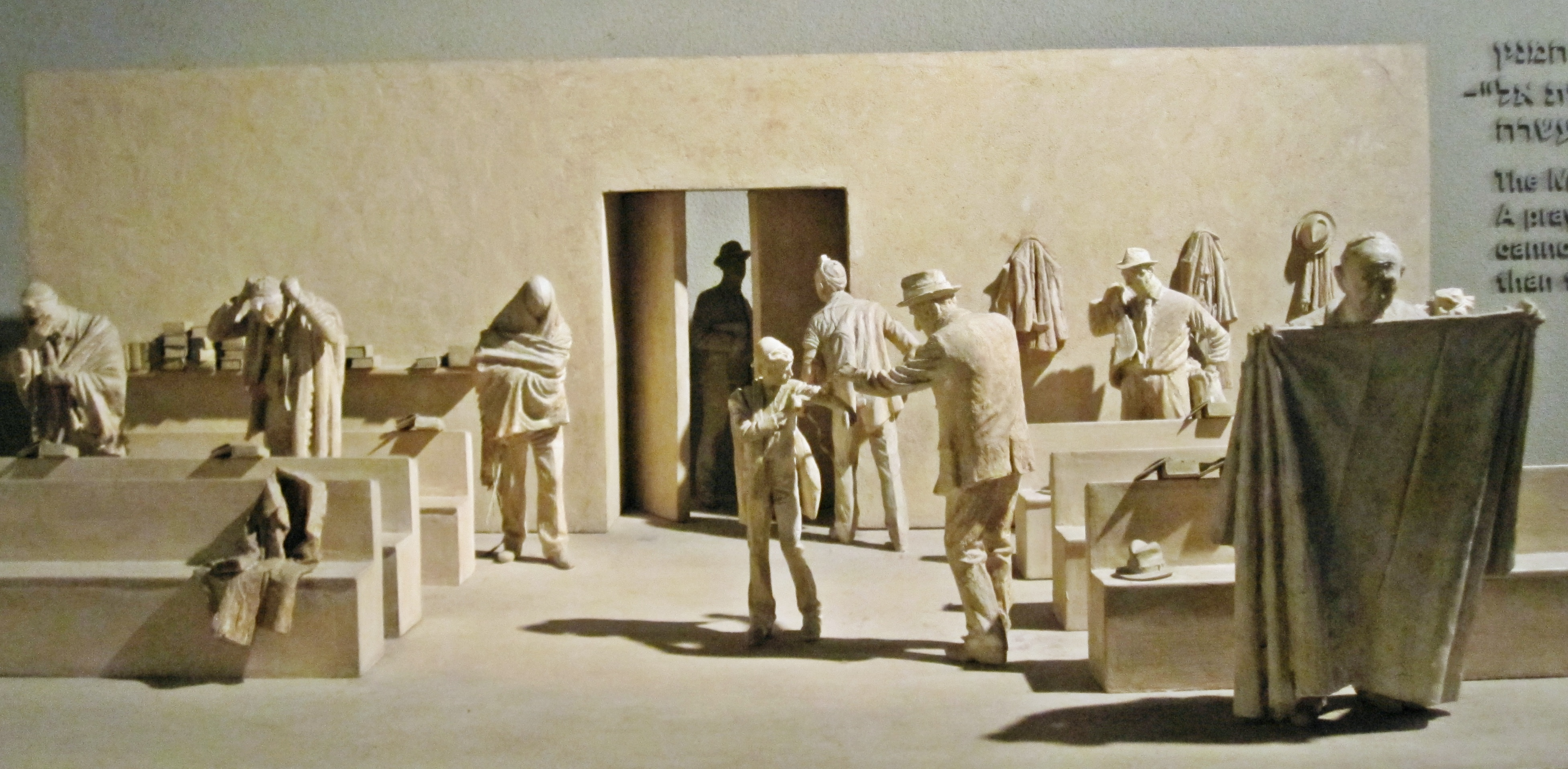
Minyan: Das Warten auf den zehnten Beter (Diaspora Museum, Tel Aviv).

Ein einzelner Minjan, sprich eine Betgemeinde, kann Teil mehrerer simultan nebeneinander abgehaltener Gottesdienste in einer Synagoge sein. In der Praxis können beispielsweise gleichzeitig ein aschkenasischer und ein sephardischer Minjan im selben Gebäude abgehalten werden.

## Ursprung
Das Wort Minjan stammt von hebräischen Stamm moneh מונה mit der Bedeutung ‚zählen‘ oder ‚nummerieren‘. Das Wort ist mit dem aramäischen mene verwandt, das im Menetekel, Buch Daniel 5, vorkommt.

„Man liest nicht das Schma, tritt nicht vor die Lade, erhebt nicht die Hände (zum Priestersegen), liest nicht aus der Tora vor, liest nicht die Haftara aus den Propheten, veranstaltet kein Stehen und Sitzen, spricht nicht den Trauersegen, Trostworte an die Leidtragenden und den Hochzeitssegen und veranstaltet keine Vorbereitung zum gemeinschaftlichen Tischsegen mit Nennung des Gottesnamens, wenn weniger als zehn (Personen) anwesend sind. […]“

## Klassische Gesetze
Die Halacha fordert einen Minjan für die meisten Teile eines jüdischen Gottesdienstes, darunter für das Kaddisch, die Amida und die Lesung aus Tora und Haftara.

## Reform und konservatives Judentum
Mitte des 20. Jahrhunderts begannen einige Kongregationen im Reform- und konservativen Judentum, Frauen als Teil des Minjans zu zählen.
Seit 1973 ist es konservativen Gemeinden erlaubt, Frauen zum Minjan zu zählen, sofern der Gemeinderabbiner dem zustimmt. Eine Mehrheit der konservativen Gemeinden praktiziert mittlerweile den egalitären Minjan.

## Einzelfälle
Transgeschlechtlichkeit wird vom orthodoxen Judentum nicht anerkannt. Das Geschlecht bei der Geburt wird als von Gott gegeben und unabänderbar angesehen. Das heißt: Transfrauen werden beim Minjan mitgezählt, Transmänner hingegen nicht.